# Musée national du duché de Spolète
Le musée national du duché de Spolète, inauguré le 3 août 2007, est situé à Spolète, à l'intérieur de la Rocca Albornoziana.
En 2015, le musée a été visité par 36 309 personnes.

## Description
Le musée comporte 15 salles sur deux niveaux et occupe une surface de 1 241 m2.

### Archéologie
Les œuvres et pièces archéologiques exposées couvrent la période allant IVe au XVe siècle.
Les pièces archéologiques comportent des sarcophages, inscriptions funéraires, mosaïques, sculptures (VIe siècle) et fragments de culte d'époque lombarde et carolingio-ottonienne découvertes lors de fouilles locales.

### Peinture
La collection picturale va des crucifix peints, les fresques de l'art roman du Maestro delle Palazze, jusqu'à la Renaissance  récupérées d'édifices désacralisés.
En 2015 le musée est inscrit par le MiBACT parmi le Gioielli Italiani (joyaux italiens): dix-sept musées et zones archéologiques.

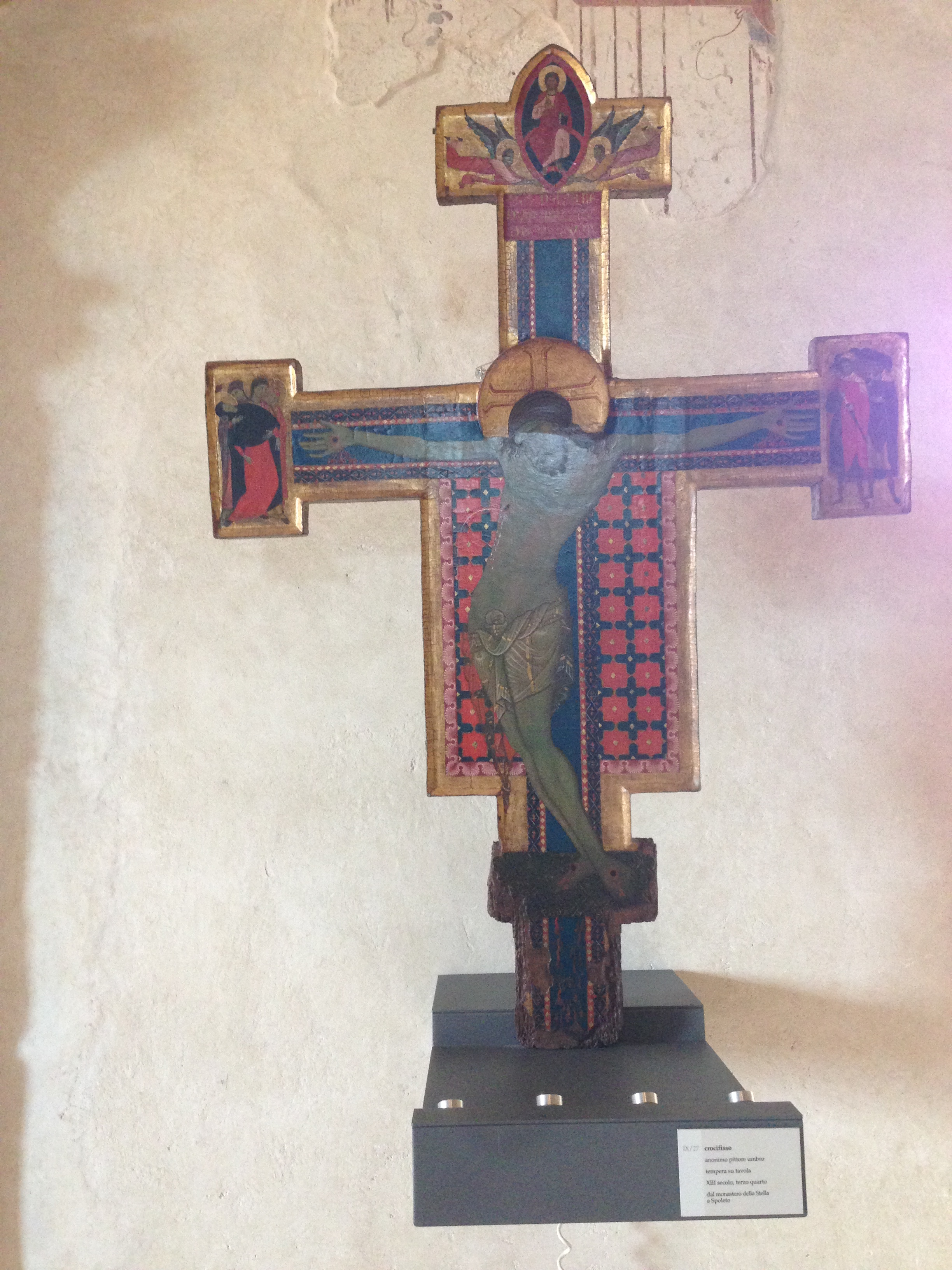
Crucifix peint (XIIIe siècle)
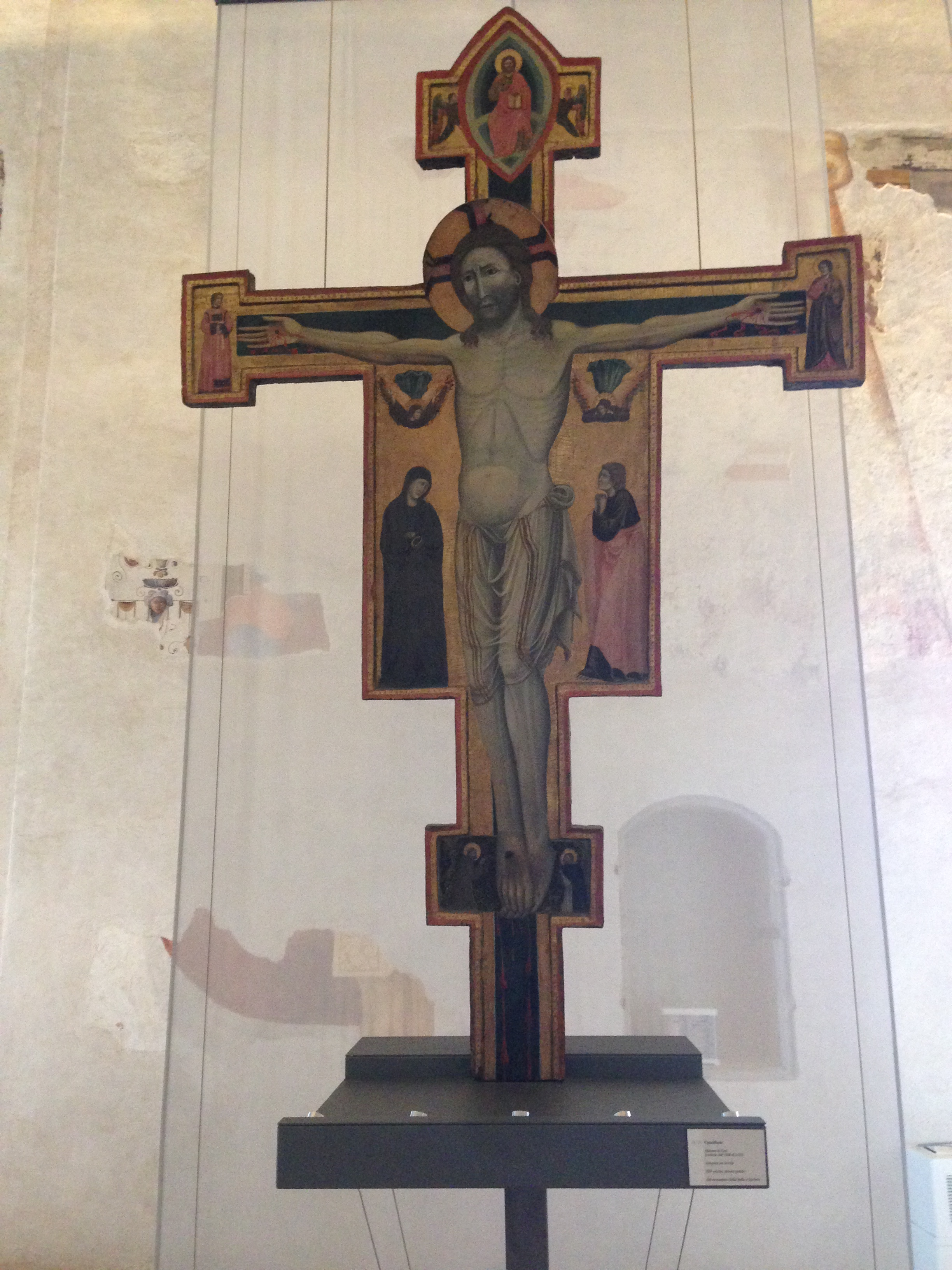
Crucifix peint (XIVe siècle)
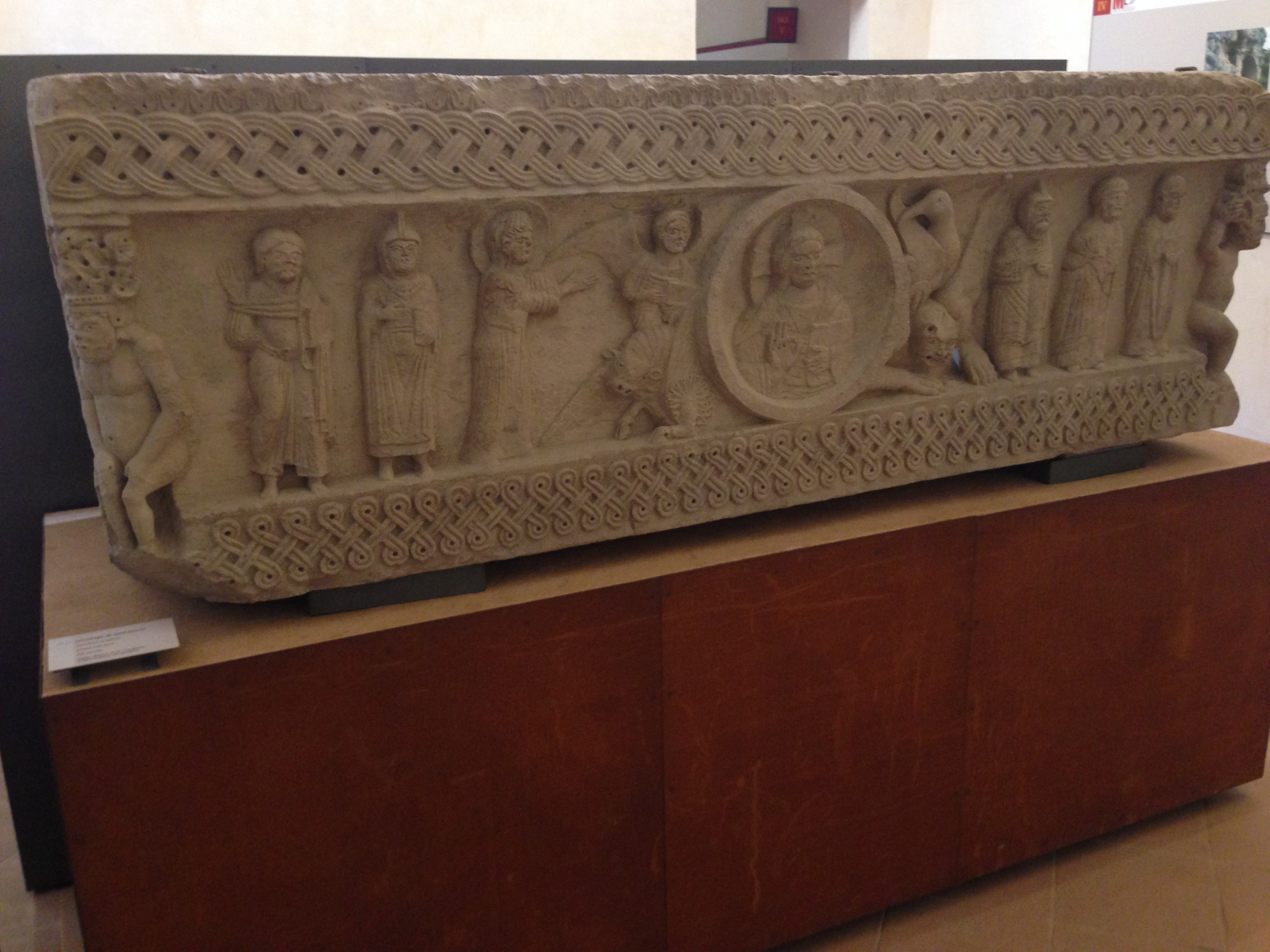
Sarcophage de  Sant'Isacco
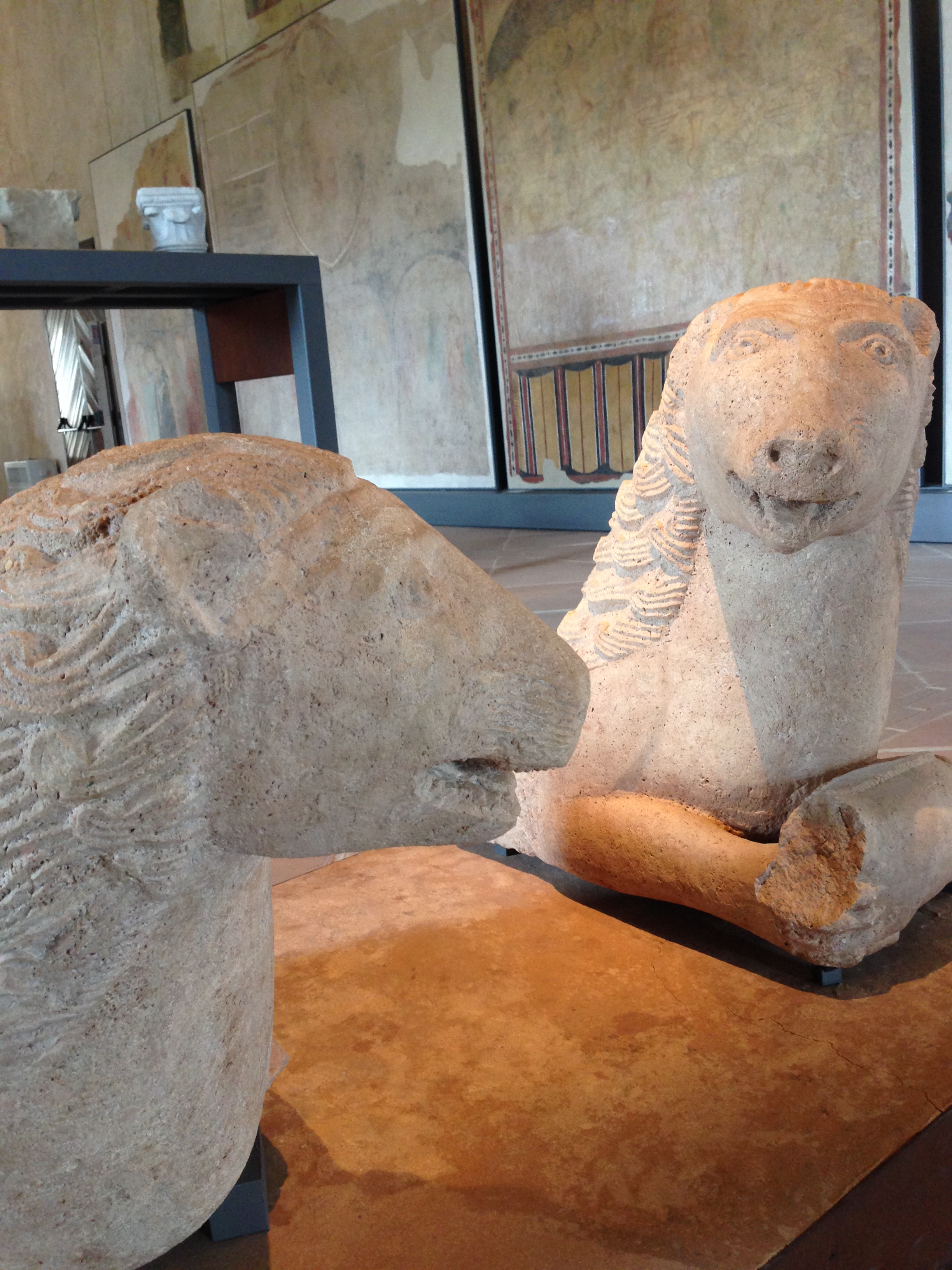
Protomés sculptés
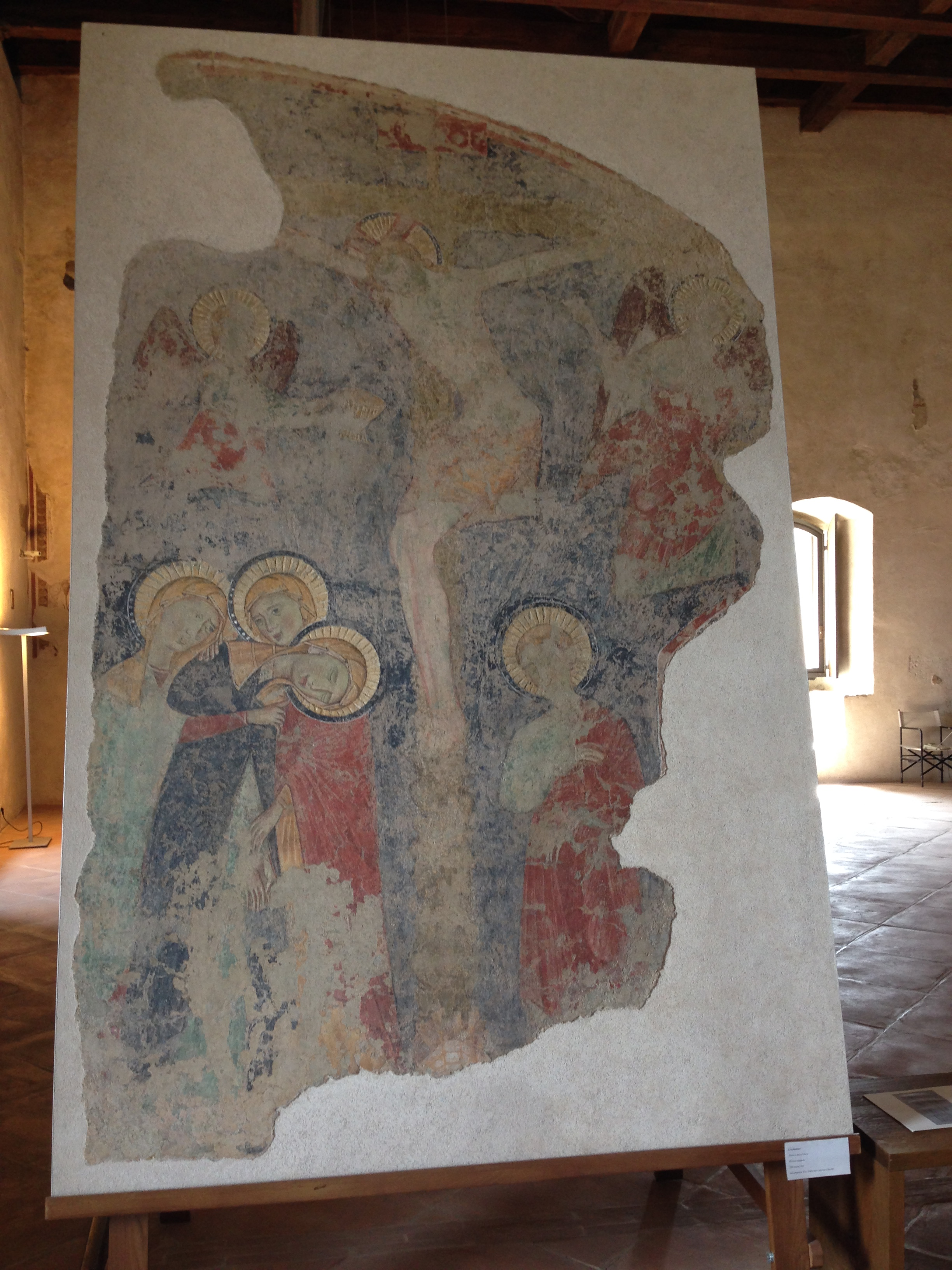
Crucifixion, maestro delle Palazze (XIIIe siècle).
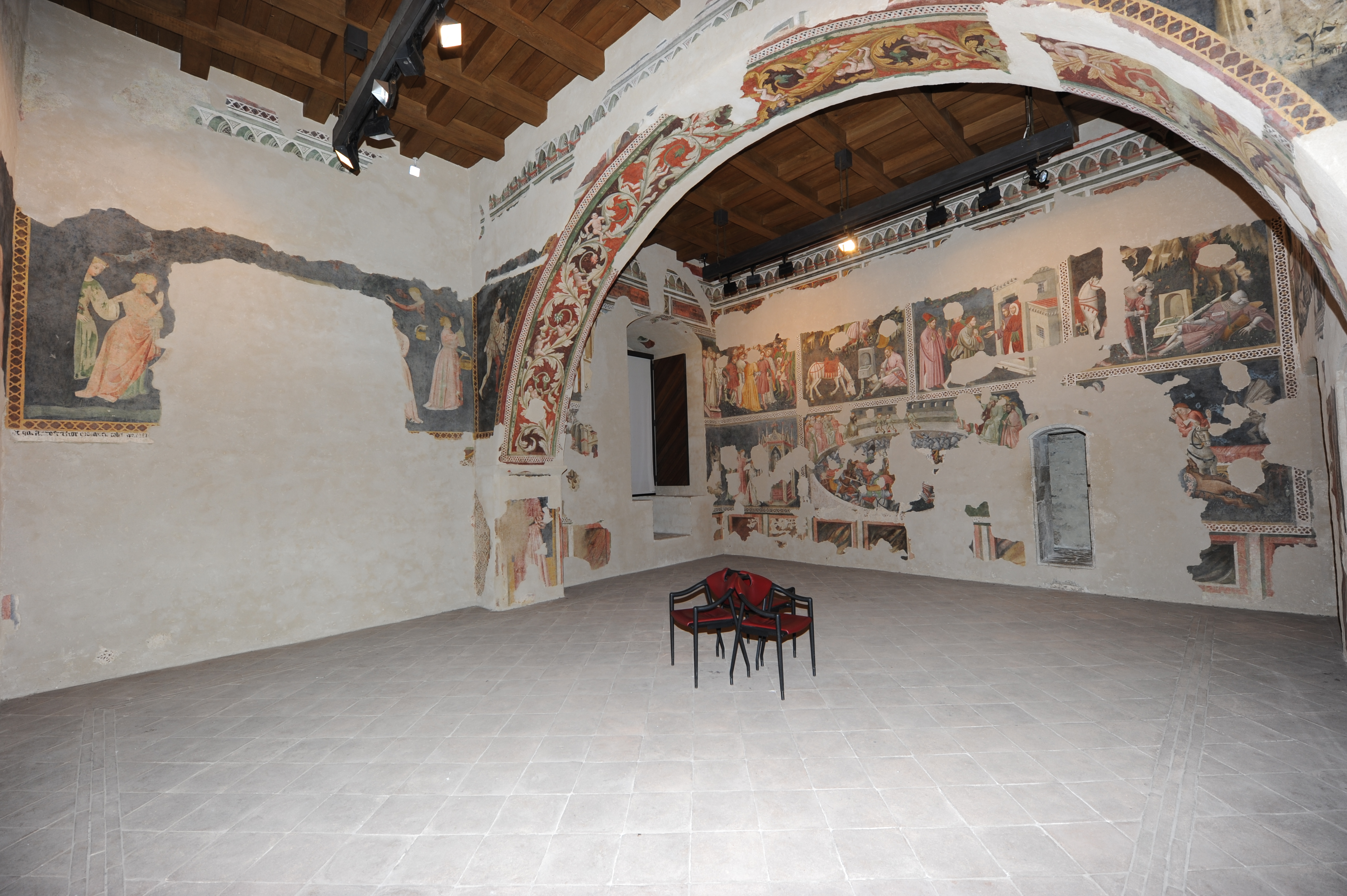
Camera Pinta